# Mariakapel (Hopel)
De Mariakapel is een niskapel in Hopel in de Nederlands Zuid-Limburgse gemeente Kerkrade. De kapel staat op de hoek van de splitsing van de Zwaluwstraat en de Putterstraat.
De kapel is gewijd aan Maria, specifiek aan Maria Hulp der Christenen.

## Geschiedenis
In 1948 werd de kapel gebouwd. Op 15 augustus 1948 (Maria Hemelvaart) werd de kapel ingezegend.
In 1957 werd de kapel verplaatst en werden er op de oude plek woningen gebouwd.

## Bouwwerk
De wit geschilderde bakstenen kapel heeft de vorm van een pilaar waarin een nis is aangebracht en wordt gedekt door een houten zadeldak met shingles. De kapel is aan de voet breder doordat de zijgevels onderaan schuin zijn uitgemetseld. Onder de nis is een vensterbank aangebracht. Boven de nis is een tekst aangebracht:

ANNO
15-8-1948

De rechthoekige kapelnis bestaat uit een segmentboog die wordt afgesloten met een glazen deurtje in een groen kozijn. In de nis is een keramisch reliëf van Maria met het kindje Jezus op de arm van kunstenaar Eugène Laudy ingemetseld. Onder de blauwe mantel van Maria worden nog drie mensen afgebeeld die door haar beschermd worden met op de rand van haar mantel de tekst:

Hulp de Christenen

Aan de voet van Maria is een bruin kruis te zien met daarop de tekst:

herr
segne dieses haus
und alle die da gehen
ein und
aus(Heer, zegen dit huis en allen die daar komen en gaan)